# Slavi Binev
Slavi Binev, né le 10 décembre 1965 à Sofia, est un homme politique bulgare, député au Parlement européen de 2007 à 2014 du parti d'extrême-droite Ataka.
Champion européen de taekwondo en 1992, il est membre du bureau exécutif du Comité olympique bulgare, vice-président de la fédération bulgare de taekwondo et membre de la fédération internationale de taekwondo (WTF).
Il s'est présenté aux élections municipales de Sofia en octobre 2007[réf. nécessaire] et est devenu député européen en 2007, réélu en 2009.
Il est aussi propriétaire de plusieurs restaurants et boîtes de nuit.[réf. nécessaire] Marié à Maria Bineva, il est père de cinq enfants.